# Charles Rolls
Charles Stewart Rolls (27 de agosto de 1877 — 12 de julho de 1910) foi um pioneiro dos automóveis e da aviação. Juntamente com Henry Royce, fundou a empresa de fabricação de automóveis Rolls-Royce.

## Parceria com Royce
Rolls foi apresentado a Henry Royce por um amigo do Royal Automobile Club, Henry Edmunds, que também era diretor da Royce Ltd. Edmunds mostrou a ele o carro de Royce e marcou o encontro histórico entre Rolls e Royce no Midland Hotel, Manchester, em 4 de maio de 1904. Apesar de sua preferência por carros de três ou quatro cilindros, Rolls ficou impressionado com o Royce 10 de dois cilindros e, em um acordo subsequente de 23 de dezembro de 1904, concordou em levar todos os carros que Royce pudesse fabricar. Estes seriam de dois, três, quatro e seis cilindros e seriam rotulados como Rolls-Royces.
O primeiro carro Rolls-Royce, o Rolls-Royce 10 cv, foi apresentado no Salão de Paris em dezembro de 1904, embora na publicidade inicial fosse o nome Rolls que se destacava em relação ao de Royce. Em 1906, a Rolls and Royce formalizou sua parceria criando a Rolls-Royce Limited, com a Rolls nomeada diretora técnica com um salário de £ 750 por ano mais 4% dos lucros superiores a £ 10 000. A Rolls forneceu o apoio financeiro e perspicácia nos negócios para complementar o conhecimento técnico de Royce. Em 1907, a Rolls-Royce Limited comprou a CS Rolls & Co.

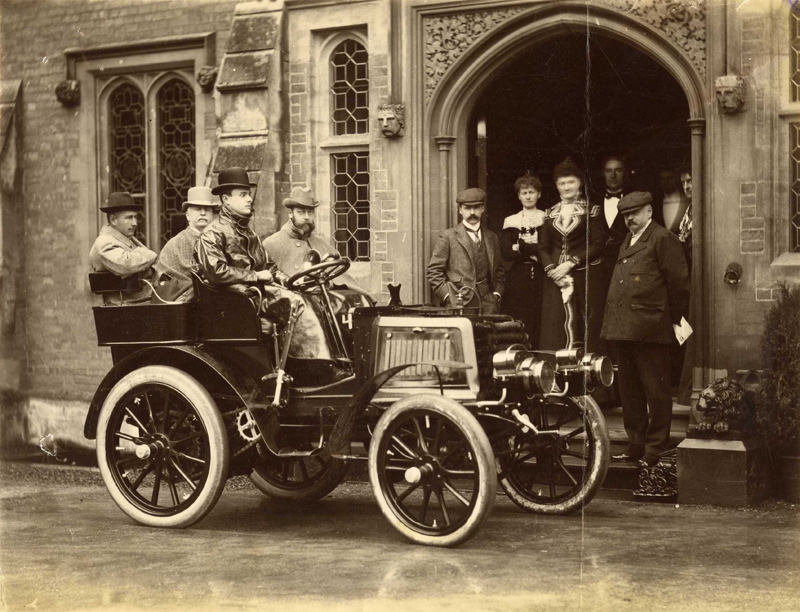
C. S. Rolls dirigindo o Duque de York acompanhado por Sir Charles Cust e o pai de Rolls, Lord Llangattock, no 'The Hendre', 1900

A Rolls se esforçou muito para divulgar o silêncio e a suavidade do Rolls-Royce e, no final de 1906, viajou para os Estados Unidos para promover os novos carros. A empresa estava ganhando prêmios pela qualidade e confiabilidade de seus carros em 1907. Mas em 1909 o interesse de Rolls no negócio estava diminuindo e, no final do ano, ele renunciou ao cargo de diretor administrativo técnico e tornou-se diretor não executivo.

## Aviador pioneiro
Rolls foi um aviador pioneiro e, inicialmente, balonista, fazendo mais de 170 ascensões de balão. Em 1903, ele ganhou a Medalha de Ouro Gordon Bennett pelo tempo de voo mais longo.
Em 1907, o interesse de Rolls voltou-se cada vez mais para a aviação e ele tentou persuadir Royce a projetar um motor aeronáutico. Ele se tornou o segundo britânico a subir em um avião. Pilotado por Wilbur Wright, seu voo em 8 de outubro de 1908 de Camp d'Auvours, onze quilômetros a leste de Le Mans, durou quatro minutos e vinte segundos. Ele comprou uma das seis aeronaves Wright Flyer construídas pela Short Brothers sob licença dos Wright Brothers e desde o início de outubro de 1909 fez mais de 200 voos. Fundador em 1901 com Frank Hedges Butler do clube de balonismo que se tornou o Royal Aero Club em março de 1910, ele foi a segunda pessoa licenciada para pilotar um avião. Ele se tornou o primeiro homem a fazer uma travessia dupla sem escalas do Canal da Mancha de avião, levando 95 minutos em 2 de junho de 1910. Por esta façanha, que incluiu a primeira travessia aérea do Canal da Mancha para o leste, ele foi premiado com a Medalha de Ouro do Royal Aero Club. Há uma estátua em Monmouth para comemorar o voo e outra, de Kathleen Scott, em Dover.

## Morte
Ele foi o primeiro britânico a ser morto em um acidente aeronáutico com uma aeronave motorizada, quando a cauda de seu Wright Flyer quebrou durante uma exibição de voo em Bournemouth. Ele tinha 32 anos. Foi a 11.ª pessoa do mundo a morrer por desastre aeronáutico.

## Galeria

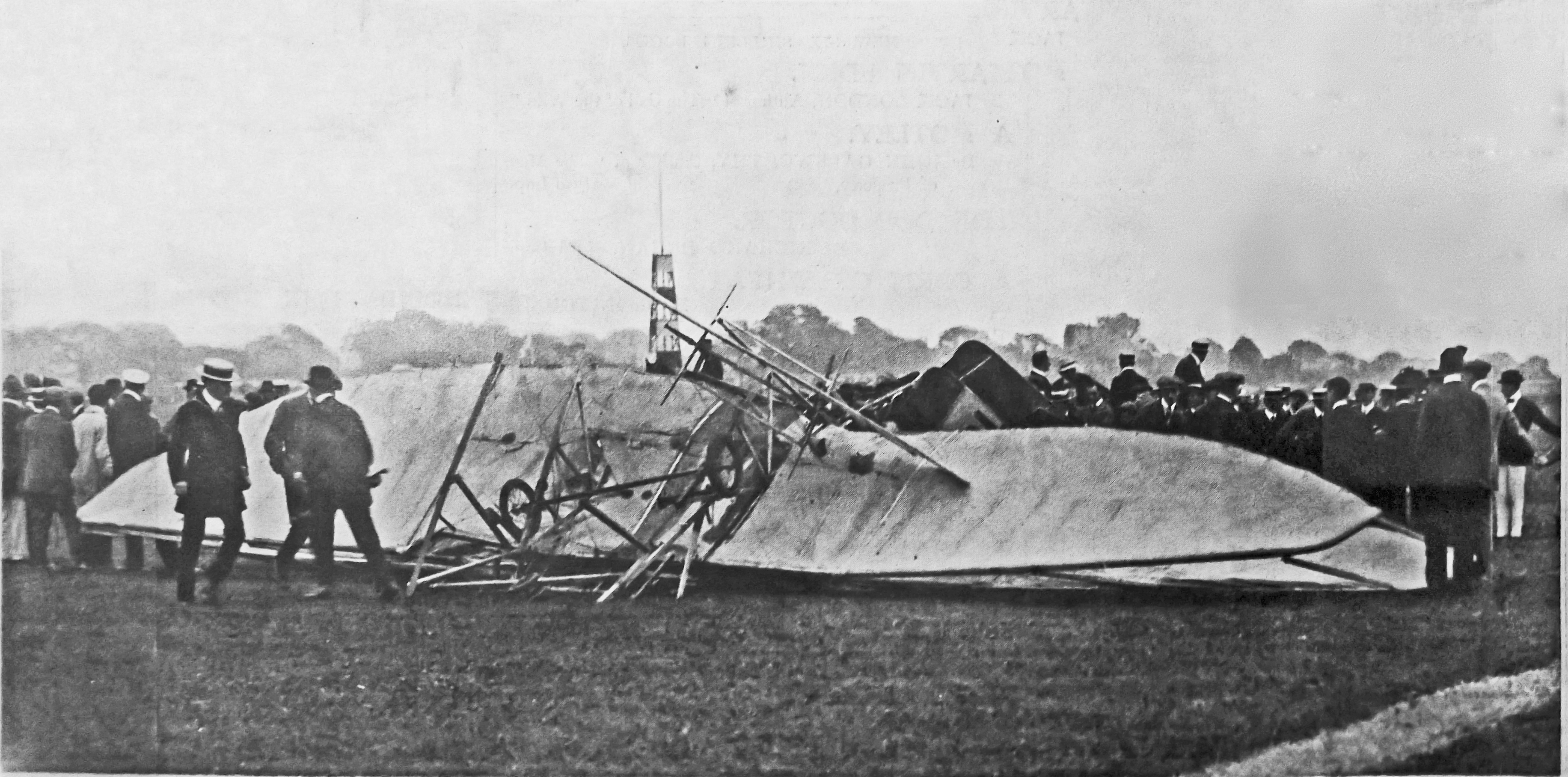
Fotografia na primeira página do Illustrated London News, 16 de julho de 1910, mostrando os destroços do acidente de avião que matou Rolls
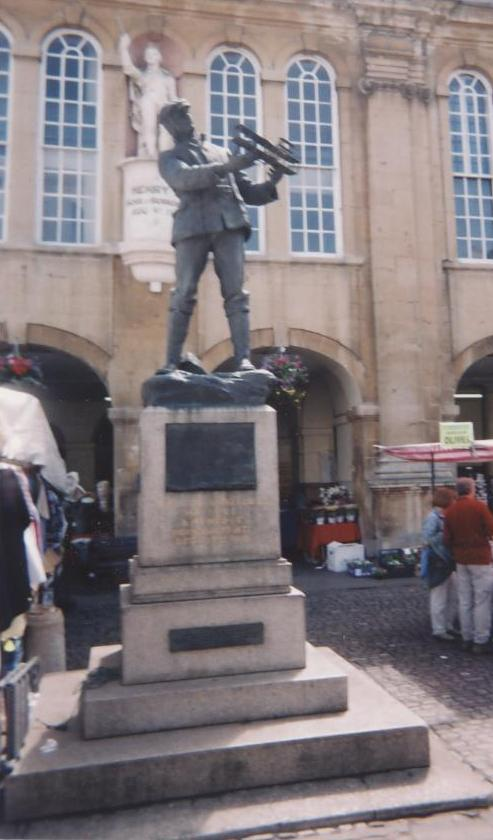
Estátua de Charles Rolls, Monmouth
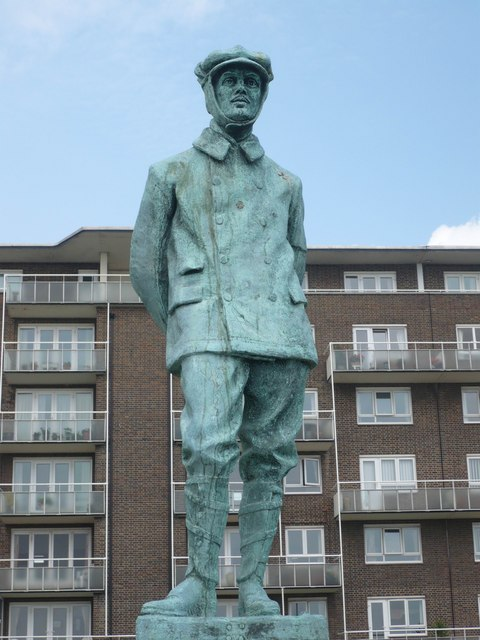
Estátua de Charles Rolls em Dover